# Gumball
Gumball é uma banda de rock americana formada em 1990 em Nova Iorque. A formação original consiste no vocalista e guitarrista Don Fleming, vocalista e baixista Eric Vermilion e o baterista Jay Spiegel. Em 1992, o tecladista e guitarrista Malcom Riviera se junta a banda.

## História
Depois do grupo de Fleming e Spiegel chamado B.A.L.L. ter acabado em 1990, a dupla se juntou ao Dinosaur Jr. por um breve tempo, apenas para a gravação de um single pela gravadora Sub Pop. Os dois sairíam pouco tempo depois. Enquanto isso, Eric Vermilion saía do posto de baixista da banda The Stump Wizards. Ele se juntou ao amigo Spiegel para poder tocar junto com ele. Depois de menos de uma semana de ensaios, o novo trio tocou seu primeiro show e assim o Gumball nasceu.
No outono de 1990, o Gumball entra no estúdio para gravar seu primeiro lançamento pela gravadora Paperhouse/Sire na Inglaterra. O lançamento é um EP em formato de vinil com as músicas All The Time, Yellow Pants e Gettysburg.
Em 1991, o Gumball lança seu primeiro álbum, Special Kiss, pela gravadora Primo Scree, subsidiária da Caroline Records. E então, a banda entra em uma turnê junto de outras bandas alternativas daquele tempo, como o Sonic Youth e o Mudhoney.
Em 1991, a banda consegue assinar um contrato com a gravadora Columbia Records, e em 1993, a banda lança seu segundo álbum Super Tasty, seu álbum mais famoso. Apesar da banda ter gravado Super Tasty em um trio, o tecladista Malcom Riviera se junta a banda logo depois do lançamento do álbum. O quarteto ficou ensaiando e no começo de 1993, a banda faz mais uma turnê em suporte ao álbum.
No outono de 1993, a banda volta ao estúdio de gravação, e a banda grava seu terceiro álbum Revolution on Ice. O álbum foi lançado em 1994, e a banda volta a fazer turnês novamente.
A gravadora Columbia decide demitir o Gumball, o motivo seria as baixas vendas de Revolution on Ice. A banda prosseguiu por um pouco período de tempo, lançando um álbum ao vivo pela sua própria gravadora, a T.E.C. Tones. O nome do álbum ao vivo é Tokyo Encore, e foi lançado no fim de 1994. Mas no começo de 1995, antes que a banda pensasse em arranjar contrato com uma outra grande gravadora, o Gumball se dissolve.

## Integrantes
- Don Fleming - guitarra, vocais
- Eric Vermilion - baixo, vocais
- Jay Spiegel - bateria
- Malcom Riviera - guitarra, teclados

## Discografia

### Álbuns de estúdio
- Special Kiss (1991, Primo Scree/Caroline)
- Super Tasty (1993, Columbia Records)
- Revolution on Ice (1994, Columbia Records)

### Álbuns ao vivo
- Tokyo Encore (1994, T.E.C. Tones)

### EP's
- Wisconsin Hayride (1992, Columbia Records)
- The Damage Done (1993, Columbia Records)

### Singles
- All the Time (1990, Paperhouse)
- Sonic Youth / Gumball / Laughing Hyenas / These Immortal Souls: Sub Pop Singles Club #121 (1991, Sub Pop)
- This Town (1991, Paperhouse)
- Light Shines Through (1991, Paperhouse/Waterfront Recordings)
- Girl Don't Tell Me/ Strawberry Fields Forever (1992, Get Hip Recordings)
- New Rose (1992, Columbia Records)
- Accelerator (1993, Columbia Records)
- The Damage Done (1993, Columbia Records)
- Real Gone Deal (1993, Columbia Records)
- Nights on Fire (1994, Columbia Records)
- Watcha Gonna Do (1994, Columbia Records)